# Profil perdu

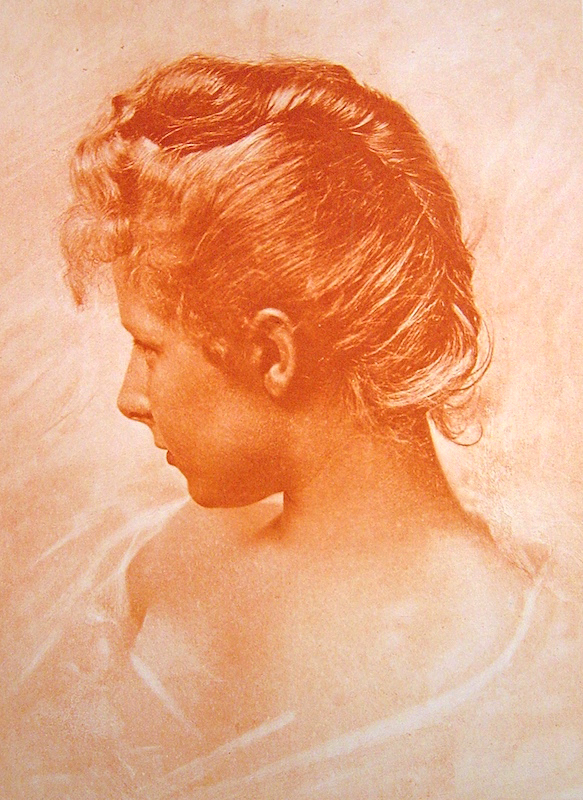
R. Demachy, Primavera, 1899

Profil perdu (z fr. stracony profil) – w sztukach plastycznych takie ustawienie portretowanej osoby, że jej twarz jest odwrócona od patrzącego i widoczny jest tylko zarys jej policzka, ewentualnie także nosa.